# Diamond Fuji

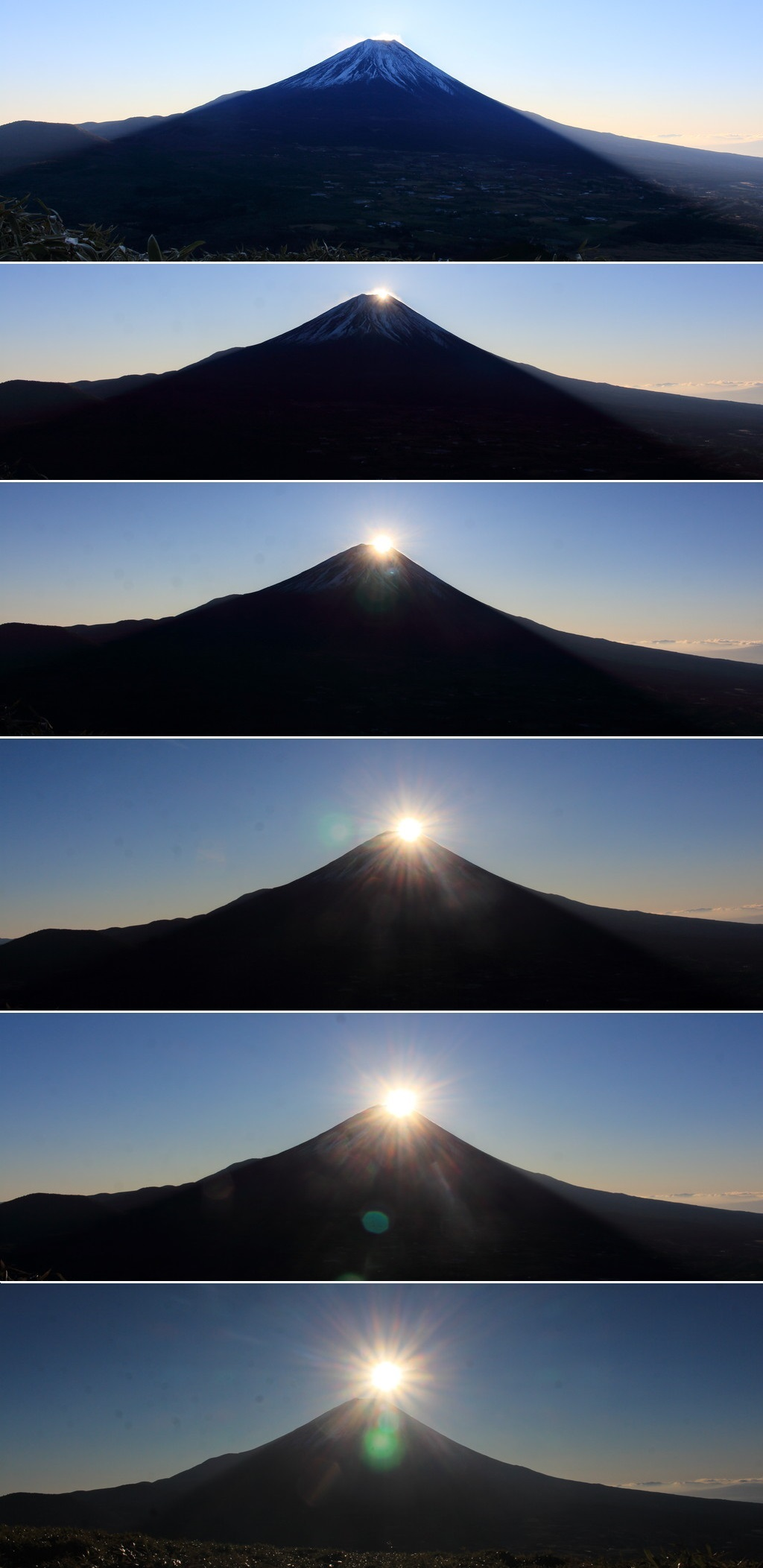
Diamond Fuji

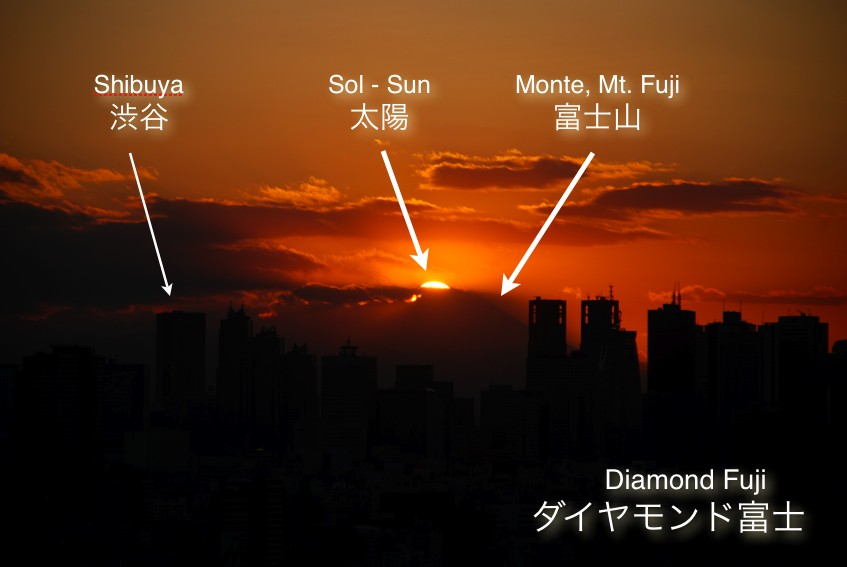
Diamond Fuji detrás de los edificios de Shibuya, visto desde el observatorio del Bunkyo Civic Center, Tokio, Japón (1 de febrero de cada año).

Se le conoce como ダイヤモンド富士 (daiyamondo-fuji, en japonés), Diamond Fuji (Fuji Diamante, en inglés) al momento exacto de la puesta del Sol en la cual la trayectoria del Sol se interseca con la punta del monte Fuji en Japón. Esta puesta de Sol es especialmente hermosa si el día es claro, pues el perfil del monte Fuji brillará con el Sol detrás de él, debido a este brillo se le da el nombre de Fuji diamante.
Debido al cambio de la inclinación del eje de la Tierra con respecto al Sol durante el transcurso del año, el punto exacto de la puesta del Sol oscila a lo largo del horizonte; así, para apreciar este fenómeno es necesario cambiar de punto de observación de acuerdo al día del año, siendo los días más especiales aquellos a finales de enero e inicios de febrero, pues el Diamond Fuji puede observarse desde Tokio si el día es claro y por lo tanto, la visibilidad la suficiente para observar el monte Fuji desde los observatorios de los rascacielos de la ciudad, lugar donde se congregan cientos de fotógrafos profesionales y aficionados intentando fotografía el momento exacto.

## Fechas, horas y lugares de avistamiento
Febrero
- 1, 16:56 : Bunkyo Civic Center (文京シビックセンター).
- 2, 16:57 : Tokyo Dome Hotel (東京ドームホテル).
- 6, 17:01 : Edificio Maru (丸ビル)
- 6, 17:01 : Centro de Transmisiones de la NHK (ＮＨＫ放送センター).
- 8, 17:02 : Carrot Tower (キャロットタワー).
- 8, 17:03 : Roppongi Hills (六本木ヒルズ).
- 8, 17:03 : Tokyo Tower (東京タワー).
- 9, 17:04 : Saint Luke's Tower (聖路加タワー).
- 10, 17:04 : Ebisu Garden Place (恵比寿ガーデンプレイス).
- 11, 17:05 : Observatorio del monte Fuji de Meguro (目黒富士見坂).
- 12, 17:05 : Estación de Futako Tamagawa (二子玉川駅).